# Teigh
Teigh est un tout petit village et une paroisse civile d'Angleterre située dans le nord du petit comté de Rutland, au nord d'Oakham, près de la limite avec le Leicestershire. Au recensement de 2001, il avait 48 habitants.  À celui de 2011, sa population toujours inférieure à 100 personnes a été comptée avec celle de la paroisse civile de Market Overton.
Teigh est un des 32 Thankful Village (villages bénis) identifiés par Arthur Mee pour n'avoir perdu aucun homme au cours de la Première Guerre mondiale.

## Monuments
Le monument le plus remarquable est son église paroissiale reconstruite en 1782, dont les bancs sont face à face, et non face à l'autel. Son clocher date des XIIIe et XIVe siècles.

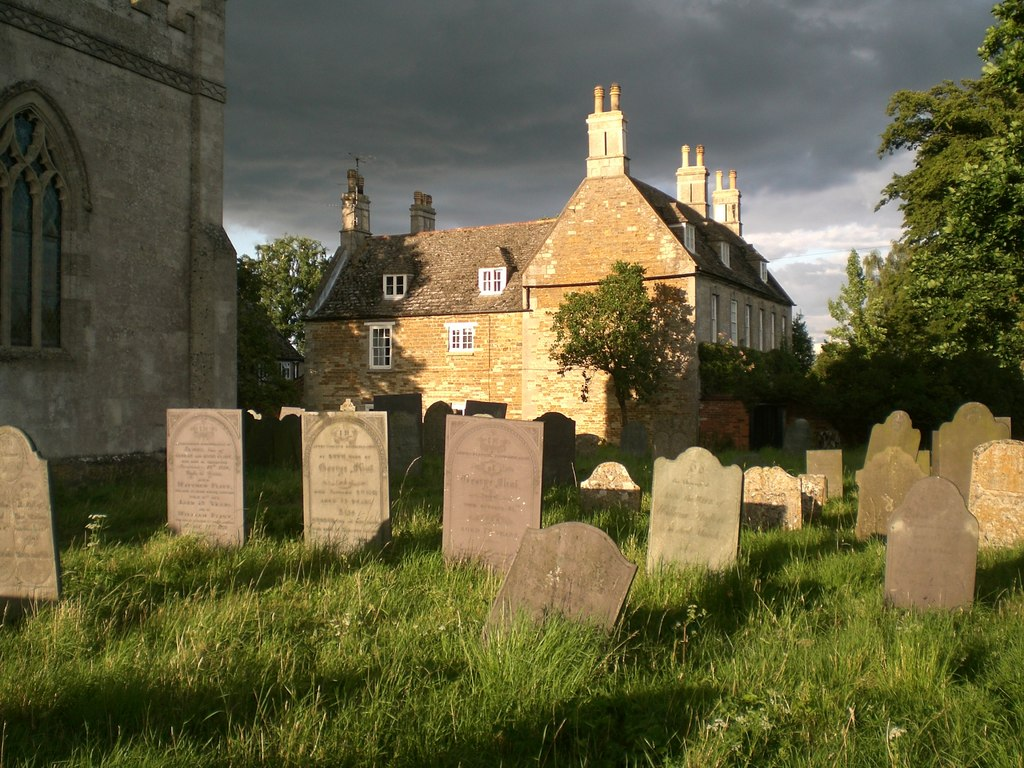
Le cimetière et l'ancien presbytère de Teigh.

L'ancien presbytère, The Old Rectory, est un monument classé de Grade II*. Transformé en chambres d'hôtes par son propriétaire, il a été utilisé pour figurer Hunsford, la cure de Mr Collins, dans la version télévisée de 1995 d'Orgueil et Préjugés.